# Pierre-Nolasque Bergeret

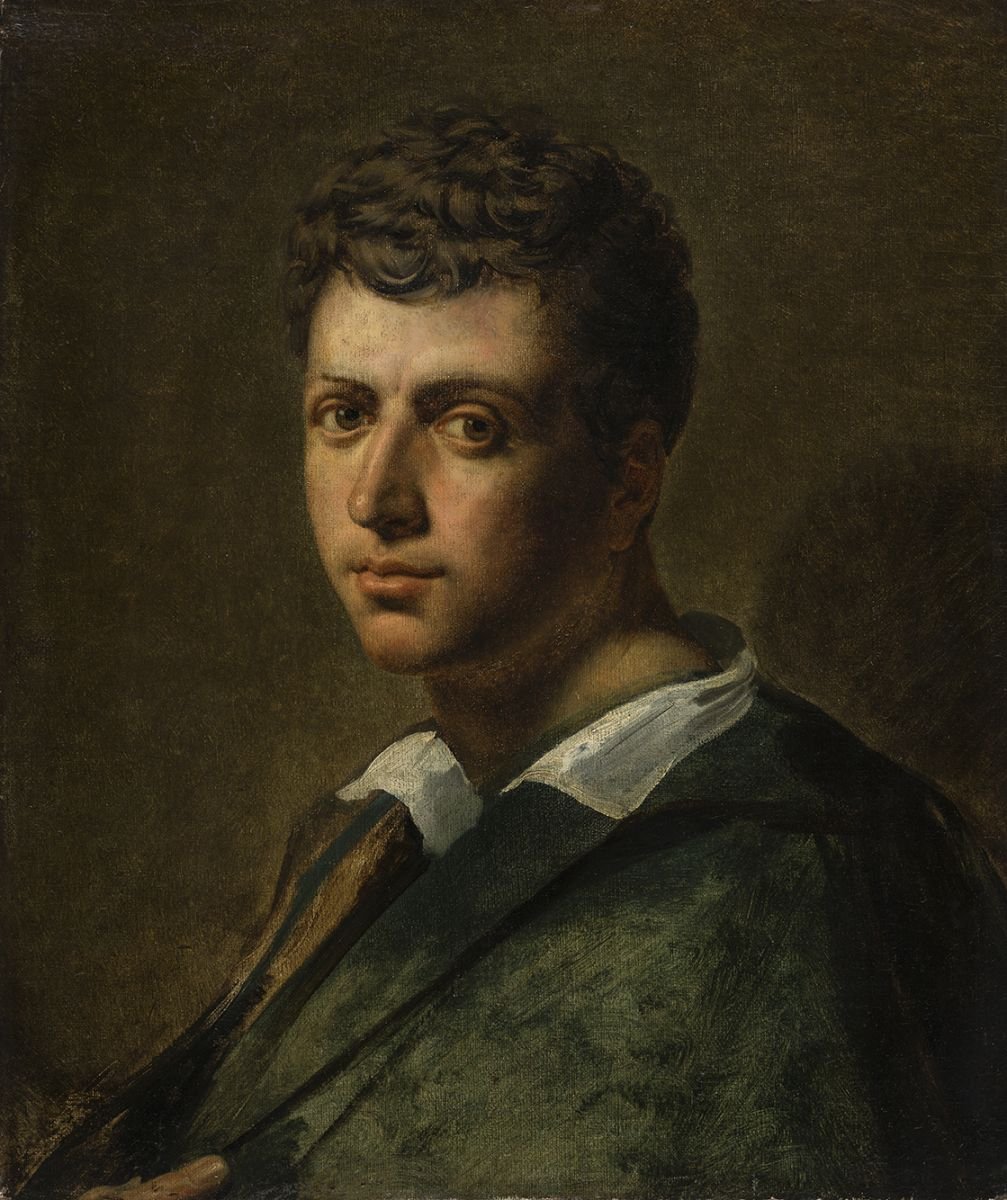
Autorretrato de Pierre-Nolasque Bergeret, por volta de 1804

Pierre-Nolasque Bergeret (30 de janeiro de 1782, Bordeaux - 21 de fevereiro de 1863, Paris) foi um pintor francês, litógrafo pioneiro e designer de medalhas e figurinos para o palco, que estudou com Jacques-Louis David .
Nasceu em Bordéus, onde recebeu a sua formação inicial, mudando-se depois para Paris, onde trabalhou nos ateliês de François-André Vincent e depois de Jacques-Louis David, onde conheceu François Marius Granet e Jean-Auguste-Dominique Ingres.
O ponto alto de sua carreira inicial foi marcado por uma pintura em particular, exibida no Salão de 1806 e considerada por Bergeret uma de suas maiores obras. Lembrando Poussin e David, a "Homenagem Prestada a Rafael em Seu Leito de Morte" (gravada em 1812 por JL Charles Pauquet) foi elogiada pelos críticos por seu clima de emoção contida, além de denegrida por alguns pelo peso de suas figuras. O Imperador Napoleão I comprou "Homenagem" para sua esposa, a Imperatriz Josefina, e posteriormente ela foi pendurada na galeria de sua residência em Malmaison. Em algum momento, a pintura foi removida, armazenada, vendida e, por fim, comprada para a coleção do Allen Memorial Art Museum, em Oberlin, Ohio. Uma segunda versão da pintura, provavelmente autografada e que antes era considerada a versão original do Salon, existe e agora é encontrada em Malmaison.
Bergeret desempenhou um papel importante na introdução da litografia, em parte por meio de suas impressões reprodutivas de pinturas de Nicolas Poussin e Rafael : sua litografia Mercúrio (1804), reproduzindo um detalhe do afresco de Rafael na Villa Farnesina, e suas caricaturas da moda parisiense atual, por exemplo, Les Musards de la Rue du Coq, Le Suprême Bon Ton Actuel (por 1805)  estão entre os primeiros exemplos de técnica litográfica.
Bergeret foi contratado para projetar medalhas napoleônicas ou fornecer painéis em forma de friso en camaïeu para serem pintados em porcelanas de Sèvres e para fornecer projetos para os baixos-relevos na Coluna na Place Vendôme, construída entre 1806 e 1811 e diretamente inspirada na Coluna de Trajano em Roma. A Coluna sofreu as vicissitudes da política francesa, tendo sido destruída e restaurada duas vezes.
Bergeret também, tendo tido uma carreira de sucesso durante o primeiro Império, foi cada vez mais envolvido em rivalidades artísticas e disputas com autoridades governamentais da Restauração Bourbon, o que acabou levando ao seu declínio. Seu contrato de longa data para fornecer figurinos para a Ópera Comique em Paris terminou em um processo prolongado, que ele acabou perdendo. Ele teve o azar de cruzar com o Conde de Forbin, sucessor de Vivant-Denon como diretor do Louvre, que pouco fez para promover a carreira de Bergeret, chegando a trabalhar ativamente contra ele. Os esforços de Bergeret para ganhar encomendas públicas (como o teto da Ópera de Bordeaux) muitas vezes fracassaram devido ao infortúnio, bem como a maquinações políticas e intrigas pessoais contra ele. Cada vez mais endividado e sem comissões ou patrocinadores, em 1848, Bergeret publicou suas "Lettres d'un artiste sur l'etat des arts en France", uma tentativa de se justificar, na qual expôs suas opiniões sobre a burocracia artística na França, expondo os vários problemas que ela apresentava a artistas talentosos (como ele). Bergeret, que antes estava na vanguarda das tendências artísticas e tecnológicas, viu-se marginalizado do patrocínio real e imperial e da influência nacional. Ele pintou pouca coisa importante durante seus últimos anos e morreu amargurado e empobrecido.
Os temas de suas pinturas tendem ao vividamente anedótico. Ele foi um dos primeiros artistas a desenhar temas da cultura renascentista, no estilo Troubadour : Honors Rendered to Raphael on His Deathbed 1806 (Allen Art Museum, Oberlin College, Ohio). Carlos V pegando o pincel de Ticiano em 1808; Ana Bolena condenada à morte por volta de 1808. 1814 ( Musée du Louvre ); Aretino no Estúdio de Ticiano circa 1822; Fra Lippo Lippi Escravizado em Tânger, Pintando um Retrato de Seu Captor ca 1819; Outra grande pintura histórica de Bergeret é Marius Meditando nas Ruínas de Cartago . Outros temas típicos são alegorias propagandísticas e representações de eventos atuais do Império Francês.

## Galeria

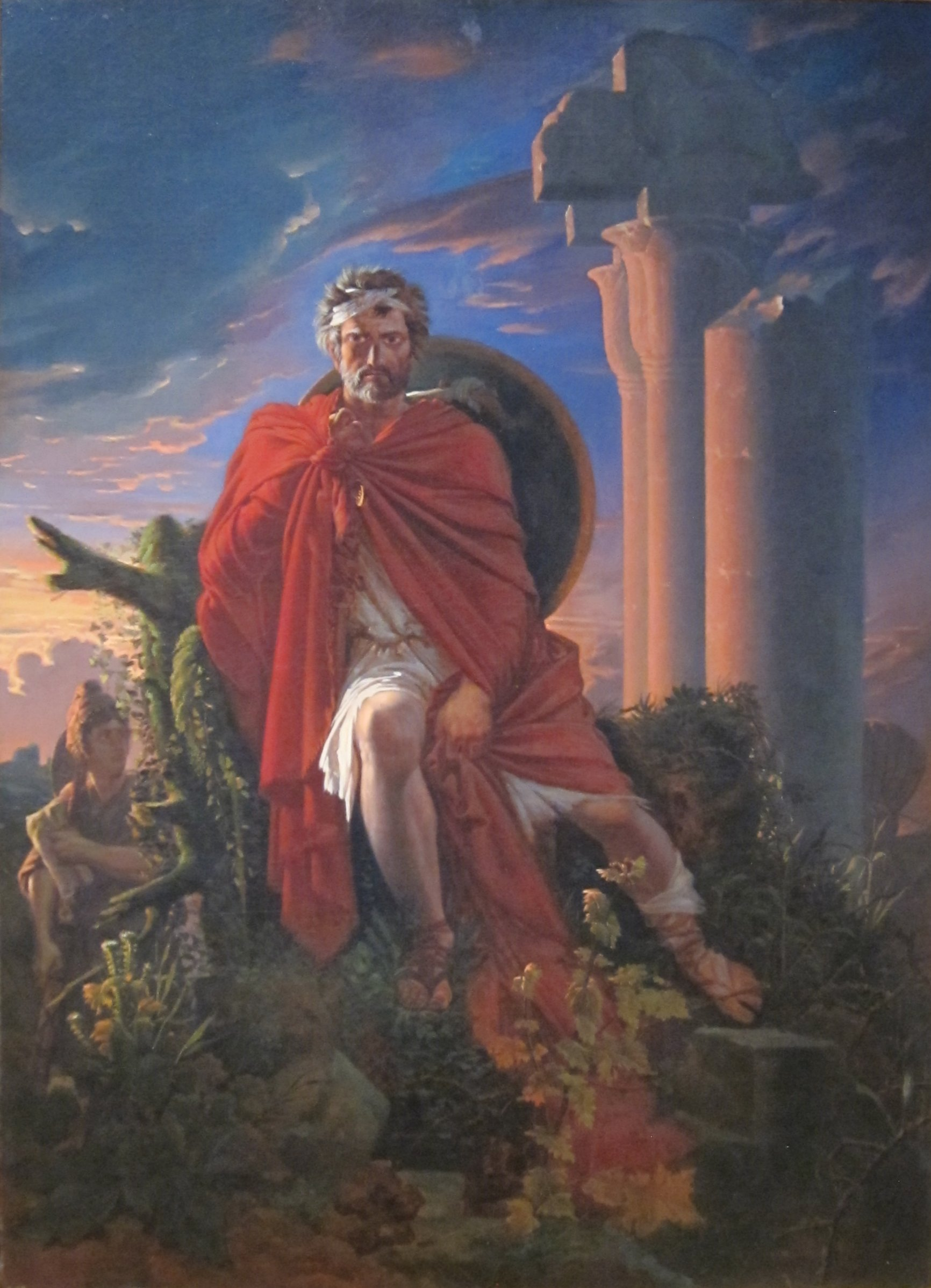
Marius Meditando nas Ruínas de Cartago, 1807 Instituto de Arte de Dayton
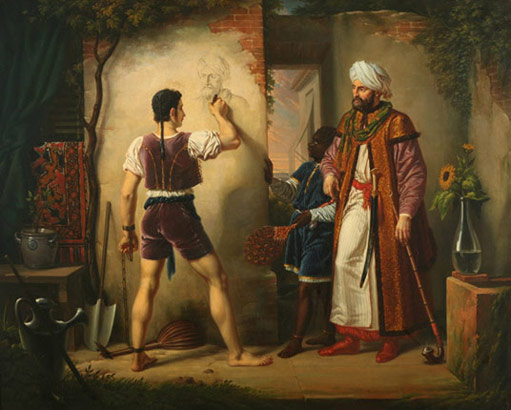
Filippo Lippi escravo em Argel, 1819